# سيندي روز
سيندي روز (بالإنجليزية: Cindy Rose)‏ هي مسيرة أعمال أمريكية، ولدت في 18 أغسطس 1965.